# Borussia Mönchengladbach

## 
| Polno ime    | Borussia VfL 1900 Mönchengladbach eV               |
| Vzdevek (s)  | Die Fohlen (žrebeta) Die Borussen (The Borussians) |
| Ustanovljeno | 1. avgust 1900; Pred 114 leti                      |
| Ground       | Stadion im Borussia-Park                           |
| Zmogljivost  | 54057                                              |
| Predsednik   | Rolf Königs                                        |
| Manager      | Lucien Favre                                       |
| League       | Bundesliga                                         |
| 2013-14      |                                                    |

BORUSSIA MOENCHENGLADBACH je nogogometni klub iz moenchengladbacha mesta iz severnega porenja-vestfalija v Nemčiji.Klub je bil ustanovljen leta 1900 in je član nemške bundeslige.  

## EKIPA
| ŠT. |  | Pozicija | igralec               |
| --- |  | -------- | --------------------- |
| 1   |  | GK       | Yann Sommer           |
| 3   |  | DF       | Filip Daems (captain) |
| 4   |  | DF       | Roel Brouwers         |
| 6   |  | MF       | Mahmoud Dahoud        |
| 7   |  | MF       | Patrick Herrmann      |
| 8   |  | MF       | Ibrahima Traoré       |
| 10  |  | FW       | Max Kruse             |
| 11  |  | FW       | Raffael               |
| 14  |  | MF       | Thorben Marx          |
| 15  |  | DF       | Álvaro Domínguez      |
| 16  |  | MF       | Håvard Nordtveit      |
| 17  |  | DF       | Oscar Wendt           |
| 18  |  | MF       | Marvin Schulz         |
| 19  |  | DF       | Fabian Johnson        |
| 20  |  | DF       | Nico Brandenburger    |

| ŠT. |  | POZICIJA | IGRALEC                                          |
| --- |  | -------- | ------------------------------------------------ |
| 21  |  | GK       | Janis Blaswich                                   |
| 23  |  | MF       | Christoph Kramer (on loan from Bayer Leverkusen) |
| 24  |  | DF       | Tony Jantschke                                   |
| 25  |  | MF       | Amin Younes                                      |
| 26  |  | FW       | Thorgan Hazard (on loan from Chelsea)            |
| 27  |  | DF       | Julian Korb                                      |
| 28  |  | MF       | André Hahn                                       |
| 31  |  | FW       | Branimir Hrgota                                  |
| 33  |  | GK       | Christofer Heimeroth                             |
| 34  |  | MF       | Granit Xhaka                                     |
| 36  |  | FW       | Marlon Ritter                                    |
| 39  |  | DF       | Martin Stranzl (vice-captain)                    |
|     |  | DF       | Matthias Zimmermann                              |

## strokovni štab
| Position                           | Staff               |
| ---------------------------------- | ------------------- |
| trener                             | Lucien Favre        |
| Asistent trener                    | Frank Geideck       |
| Asistent trener                    | Manfred Stefes      |
| trener vratarjev                   | Uwe Kamps           |
| zdravnik                           | Dr. Stefan Hertl    |
| zdravnik                           | Dr. Heribert Ditzel |
| Team Doctor and Orthopedic surgeon | Dr. Stefan Porten   |
| kondicijski trener                 | Christian Weigl     |
| Physiotherapist                    | Andreas Bluhm       |
| Physiotherapist                    | Dirk Müller         |
| Physiotherapist                    | Adam Szordykowski   |